# Phường 5, Quận 11
Phường 5 là một phường thuộc Quận 11, Thành phố Hồ Chí Minh, Việt Nam.
Phường 5 có diện tích 0,67 km², dân số năm 2021 là 33.110 người,  mật độ dân số đạt 49.417 người/km².